# Shō Ten
Shō Ten (尚典, 2 septembre 1864 – 20 septembre 1920) est le dernier prince héritier du royaume de Ryūkyū (中城王子 (lit. Prince de Nakagusuku Ōji)). Il perd ce titre lors de l'abolition du royaume et l'abdication du roi, son père, Shō Tai, en 1879, et plus tard prend le titre de marquis (侯爵, kōshaku) dans le système nobiliaire kazoku à la suite de la mort de son père en 1901.

## Biographie
Shō Ten né à Shuri, est prince héritier du royaume de Ryūkyū de par sa naissance. Il passe sa cérémonie de la majorité en 1878 et se marie la même année.
En mars 1879, son père Shō Tai abdique formellement sur l'ordre du gouvernement de Meiji, qui abolit le royaume et le transforme en « domaine de Ryūkyū » au sein de la préfecture d'Okinawa, avec des fonctionnaires nommés de Tokyo pour administrer les îles. L'ancien roi reçoit l'ordre de se présenter à Tokyo, mais feignant d'être malade, trouve temporairement refuge au palais de Shō Ten. Son fils est envoyé à Tokyo en tant qu'otage et comme mesure d'apaisement tandis que les fonctionnaires de Ryūkyū cherchent des moyens de retarder le départ de l'ancien roi.

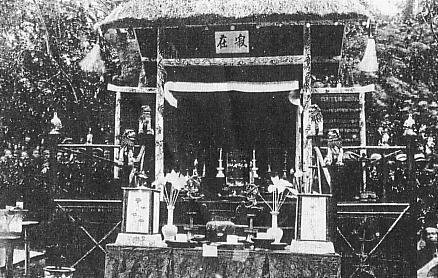
Funérailles du marquis Shō Ten

Après la mort de son père et sa succession comme marquis et chef de la famille Shō en 1901, Shō Ten et sa famille abandonnent les signes extérieurs de la vie traditionnelle de la cour royale de Ryūkyū : les costumes, la langue de la cour et son rituel, pour adopter ceux de la noblesse japonaise.
En tant que marquis, Shō Ten occupe un siège héréditaire à la Chambre des pairs de la Diète impériale. Il est rejoint dans la représentation d'Okinawa par un résident japonais nommé pour représenter les contribuables les plus aisés de la préfecture pour la première fois en 1918.
Le marquis meurt le 20 septembre 1920 dans sa résidence de Shuri puis est inhumé six jours plus tard au Tamaudun, le mausolée royal près du château de Shuri, selon les rites funéraires royaux traditionnels des îles Ryūkyū. C'est le dernier membre de la famille Shō à être honoré de cette façon. Son fils ainé Shō Shō (尚昌) lui succède en tant que chef de famille, suivi par Hiroshi Shō (en).

## Source de la traduction
- (en) Cet article est partiellement ou en totalité issu de l’article de Wikipédia en anglais intitulé « Shō Ten » (voir la liste des auteurs).